# Where I’ve Been, Isn’t Where I’m Going
Where I’ve Been, Isn’t Where I’m Going — третий студийный альбом американского музыканта Shaboozey, вышедший 31 мая 2024 года на лейблах American Dogwood и Empire Distribution. Ему предшествовал сингл «A Bar Song (Tipsy)», занявший первое место в США, и в него вошли совместные работы с Полом Каутеном, Ноа Сайрус и BigXthaPlug. Альбом дебютировал на пятом месте в американском хит-параде Billboard 200.

## Отзывы
| Оценки критиков | Оценки критиков |
| Источник        | Оценка          |
| --------------- | --------------- |
| AllMusic        | [ 2 ]           |
| Holler          | 9/10            |
| Pitchfork       | 7.7/10          |

Альбом получил положительные отзывы музыкальной критики и интернет-изданий. Грейсон Хавер Каррин из Pitchfork написал, что альбом «не чувствует себя просто вместилищем для одного из самых маловероятных хитов года», назвав его «удивительно уверенным» и «сложным путешествием по самосовершенствованию, которое лишь иногда маскируется под хорошее времяпрепровождение». Он долго пытался найти пространство, где звуки хип-хопа и кантри могли бы пересечься, где вызывающая развязность, ностальгическая осмотрительность и трепетная сердечная боль обоих жанров могли бы слиться воедино". Дэвид Браун из Rolling Stone считает, что Shaboozey «выглядит как человек, воспитанный на кантри, который также ценит хип-хоп. Тем самым он фактически изменил игру», описав ее как «полномасштабный шквал постжанровых возможностей».
Кайл Денис из Billboard отметил, что «в 12 треках альбома „Where I’ve Been, Isn’t Where I’m Going“ нет ничего лишнего. Шабузи собрал свои самые сильные хуки и самые умные аранжировки, чтобы создать альбом, который охватывает как традиции кантри-музыки, так и современность». В рецензии Taste of Country говорится, что альбом «затрагивает такие темы, как разбитое сердце, депрессия и даже самоубийство. Хотя в проекте есть и более легкомысленные треки, Shaboozey решил впустить нас всех в свое путешествие подлинности и смирения». Сода Кантер из Holler сказала, что «Shaboozey источает зажигательную звездную силу, поскольку он умело смешивает свои музыкальные влияния хип-хопа, кантри и американы вместе со своим прошлым опытом режиссера», назвав это «творчески разнообразным коктейлем».

## Список композиций
| №                   | Название                                            | Автор(ы)                                                             | Продюсеры           | Длительность |
| ------------------- | --------------------------------------------------- | -------------------------------------------------------------------- | ------------------- | ------------ |
| 1.                  | «Horses & Hellcats»                                 | Collins Chibueze Dave Cohen Gowa Gibbs Sean Cook Nevin Sastry        | Cohen Sastry Cook   | 2:37         |
| 2.                  | «A Bar Song (Tipsy)»                                | Chibueze Cook Jerrell Jones Joe Kent Sastry Mark Williams            | Sastry Cook         | 2:51         |
| 3.                  | «Last of My Kind» (при участии Paul Cauthen)        | Chibueze Paul Cauthen Cook McKay Stevens                             | Stevens Sastry Cook | 3:21         |
| 4.                  | «Anabelle»                                          | Chibueze Cook Mason Sacks Sastry                                     | Sacks Sastry Cook   | 3:06         |
| 5.                  | «East of the Massanutten»                           | Chibueze Cook John Mark Nelson Sastry Stevens                        | Nelson Stevens Cook | 3:57         |
| 6.                  | «Highway»                                           | Chibueze Cook Stevens                                                | Stevens Cook        | 2:42         |
| 7.                  | «Let It Burn»                                       | Chibueze Cook Sastry Diederik Van Elsas Parrish Warrington           | Sastry Cook         | 3:26         |
| 8.                  | «My Fault» (при участии Noah Cyrus)                 | Chibueze Bailey Bryan Cook Noah Cyrus PJ Harding Sastry Doug Walters | Sastry Cook         | 3:56         |
| 9.                  | «Vegas»                                             | Chibueze Sastry                                                      | Sastry              | 3:01         |
| 10.                 | «Drink Don't Need No Mix» (при участии BigXthaPlug) | Chibueze Cook Xavier Landum Sastry Stevens                           | Stevens Sastry Cook | 2:13         |
| 11.                 | «Steal Her from Me»                                 | Chibueze Ben Burgess Cohen Cook Sastry                               | Cohen Sastry Cook   | 3:33         |
| 12.                 | «Finally Over»                                      | Chibueze Cook Tony Esterly Sastry                                    | Sastry Cook         | 3:09         |
| Общая длительность: | Общая длительность:                                 | Общая длительность:                                                  | Общая длительность: | 37:52        |

## Чарты
| Чарт (2024—2025)                             | Высшая позиция |
| -------------------------------------------- | -------------- |
| Австралия (ARIA)                             | 76             |
| Австралия (Country Albums, ARIA)             | 13             |
| Канада (Canadian Albums Chart)               | 3              |
| Финляндия (Suomen virallinen lista)          | 34             |
| Норвегия (VG-lista)                          | 10             |
| Шотландия (Scottish Albums Chart)            | 77             |
| Великобритания (UK Digital Albums Chart)     | 2              |
| Великобритания (Albums Sales, OCC)           | 42             |
| Великобритания (UK Albums Chart)             | 93             |
| Великобритания (UK Country Albums Chart)     | 2              |
| Великобритания (UK Independent Albums Chart) | 7              |
| США(Billboard 200)                           | 5              |
| США (Billboard Folk Albums)                  | 1              |
| США (Billboard Independent Albums)           | 1              |
| США (Billboard Top Country Albums)           | 2              |

## Сертификации
| Регион                                                                      | Сертификация | Продажи |
| --------------------------------------------------------------------------- | ------------ | ------- |
| США (RIAA)                                                                  | Золотой      | 500 000 |
| Данные о продажах + прослушиваниях приведены только на основе сертификации. |              |         |